# 第19回世界卓球選手権
第19回世界卓球選手権はインドのボンベイで1952年2月1日から2月10日にかけて開催された。

## 概要
第19回大会は初めてアジアでの開催となった世界選手権である。
また、日本代表が初めて参加した世界選手権であり、男女5人の日本人選手が出場し7種目中4種目で優勝する活躍を見せ世界に衝撃を与えた。

## 競技結果
| 種目           | 金                                      | 銀                                      | 銅                                  |
| -------------- | --------------------------------------- | --------------------------------------- | ----------------------------------- |
| 男子シングルス | 佐藤博治                                | ヨージェフ・コチアン                    | Rene Roothooft                      |
| 男子シングルス | 佐藤博治                                | ヨージェフ・コチアン                    | Guy Amouretti                       |
| 女子シングルス | アンジェリカ・ロゼアヌ                  | Gizella Farkas                          | Ermelinde Wertl                     |
| 女子シングルス | アンジェリカ・ロゼアヌ                  | Gizella Farkas                          | Rosalind Rowe                       |
| 男子ダブルス   | 藤井則和 林忠明                         | リチャード・バーグマン ジョニー・リーチ | Douglas Cartland Marty Reisman      |
| 男子ダブルス   | 藤井則和 林忠明                         | リチャード・バーグマン ジョニー・リーチ | ビクトル・バルナ Adrian Haydon      |
| 女子ダブルス   | 西村登美江 楢原静                       | Diane Rowe Rosalind Rowe                | Helen Elliott Ermelinde Wertl       |
| 女子ダブルス   | 西村登美江 楢原静                       | Diane Rowe Rosalind Rowe                | Gizella Farkas Edit Sagi            |
| 混合ダブルス   | フェレンツ・シド アンジェリカ・ロゼアヌ | ジョニー・リーチ Diane Rowe             | ビクトル・バルナ Rosalind Rowe      |
| 混合ダブルス   | フェレンツ・シド アンジェリカ・ロゼアヌ | ジョニー・リーチ Diane Rowe             | ヨージェフ・コチアン Gizella Farkas |
| 男子団体       | ハンガリー                              | イングランド                            | 日本                                |
| 男子団体       | ハンガリー                              | イングランド                            | イギリス領香港                      |
| 女子団体       | 日本                                    | ルーマニア                              | イングランド                        |

## 日本代表
男子代表は佐藤博治、藤井則和、林忠明の3名。
女子代表は西村登美江、楢原静の2名。
種目別代表
- 男子シングルス(3名)　佐藤博治、藤井則和、林忠明
- 女子シングルス(2名)　西村登美江、楢原静
- 男子ダブルス(1組)　藤井則和/林忠明
- 女子ダブルス(1組)　西村登美江/楢原静
- 混合ダブルス(2組)　藤井則和/楢原静、佐藤博治/西村登美江

男子シングルス
- 佐藤博治　優勝
- 藤井則和　ベスト16
- 林忠明　ベスト64

女子シングルス
- 西村登美江　ベスト8
- 楢原静　ベスト32

男子ダブルス
- 藤井則和/林忠明　優勝

女子ダブルス
- 西村登美江/楢原静　優勝

混合ダブルス
- 藤井則和/楢原静　ベスト16
- 佐藤博治/西村登美江　ベスト32

団体
- 男子　銅メダル
- 女子　優勝